# ألبرت جونسون (سياسي أمريكي)
ألبرت جونسون (بالإنجليزية: Ebenezer Johnson) هو شخصية أعمال وسياسي أمريكي، ولد في 7 نوفمبر 1786 في نيو إنجلاند في الولايات المتحدة، وتوفي في 23 سبتمبر 1849 في تليكو بلينز في الولايات المتحدة. حزبياً، نشط في الحزب الجمهوري الديمقراطي.